# Antônio Tourinho Neto
Dom Antônio Tourinho Neto (Jequié, 9 de janeiro de 1964) é um bispo católico brasileiro. É o primeiro bispo da Diocese de Cruz das Almas.

## Presbiterato
Em 1982 ingressou no seminário central da Bahia e cursou bacharelado em filosofia pela Universidade Católica de Salvador. Em 1985 foi transferido para o Seminário São José do Rio de Janeiro, cursou bacharelado em teologia na Arquidiocese de São Sebastião do Rio de Janeiro. Fez pós-graduação em direito canônico pelo Pontifício Instituto Superior de Direito Canônico do Rio de Janeiro.
Foi ordenado presbítero no dia 20 de janeiro de 1990 em Jequié. Foi pároco da Catedral de Santo Antônio e coordenou as fazendas da esperança nos estados da Bahia, Sergipe e Alagoas. Era vigário-geral da diocese de Jequié quando foi nomeado bispo auxiliar da Arquidiocese de Olinda e Recife.

## Episcopado
Foi nomeado bispo titular de Satafi e auxiliar de Olinda e Recife pelo Papa Francisco no dia 14 de novembro de 2014 e recebeu a ordenação episcopal no dia 17 de janeiro de 2015. Até novembro de 2017 exerceu as funções de vigário-geral da arquidiocese.
Em 22 de novembro de 2017 foi nomeado pelo Papa Francisco como primeiro bispo da recém criada Diocese de Cruz das Almas, na Bahia, desmembrada da Arquidiocese de São Salvador da Bahia.